# Problema a molti corpi
In meccanica quantistica si definisce problema a molti corpi la difficoltà di trovare una soluzione esatta alla equazione di Schrödinger per sistemi quantistici contenenti in azione più di una particella, o più in generale corpo.
Il problema è abbastanza generale, dalla fisica nucleare alla fisica della materia condensata. Varie teorie per risolvere il problema a molti corpi sono state proposte dagli anni venti. Fra queste la teoria Hartree-Fock, sviluppatasi poi nell'interazione di configurazione, la teoria di Thomas-Fermi, la teoria quantistica di campo a molti corpi. La teoria del funzionale della densità, una evoluzione della Thomas-Fermi, è anche da considerarsi come una teoria che risolve il problema a molti corpi, ma limitatamente allo stato fondamentale.

## Formulazione del problema
In sistemi contenenti una sola particella come ad esempio l'atomo di Idrogeno o gli atomi Idrogenoidi, la risoluzione esatta della equazione di Schrödinger è relativamente semplice. Anche in sistemi contenenti molte particelle non interagenti, il problema si semplifica. Infatti, l'Hamiltoniana del sistema a molti corpi si può fattorizzare (scrivere come una somma) di {\displaystyle N} Hamiltoniane di singola particella, dove {\displaystyle N} è il numero totale di particelle implicate,
{\displaystyle H=\sum _{n=1}^{N}-{\frac {1}{2}}\partial _{r_{n}}^{2}+\sum _{n=1}^{N}v(r_{n})=\sum _{n=1}^{N}h(r_{n}),\qquad h(r)=-{\frac {1}{2}}\partial _{r}^{2}+v(r).}
Una volta risolta l'equazione di Schrödinger per l'Hamiltoniana di singola particella e trovate le funzioni d'onda e i livelli energetici di singola particella (autofunzioni e autovalori dell'Hamiltoniana di singola particella)
{\displaystyle h(r)\psi _{i}(r)=\varepsilon _{i}\psi _{i}(r)}
si può quindi procedere a costruire la funzione d'onda dello stato fondamentale del sistema a molte particelle. Essa infatti sarà data dal prodotto opportunamente simmetrizzato o antisimmetrizzato (a seconda della statistica bosonica o fermionica delle particelle implicate, ovvero se le particelle sono bosoni o fermioni) delle prime {\displaystyle N} autofunzioni d'onda di singola particella, corrispondenti agli {\displaystyle N} livelli di singola particella a più bassa energia.
{\displaystyle \Psi _{0}(r_{1},\ldots ,r_{N})={\frac {1}{\sqrt {N!}}}(\pm 1)^{P}P\{\psi _{i}(r_{n})\},\qquad i=1,\ldots ,N\quad n=1,\ldots ,N}
Dove P è un operatore di permutazione.
L'energia totale di stato fondamentale del sistema sarà infine data dalla somma delle {\displaystyle N} più basse energie di singola particella.
{\displaystyle E_{0}=\sum _{n=1}^{N}\varepsilon _{n}}
In sistemi contenenti molte particelle interagenti, purtroppo, l'Hamiltoniana non è fattorizzabile in {\displaystyle N} Hamiltoniane di singola particella a causa del termine di interazione fra le particelle (che sia essa una interazione a due corpi alla volta, a tre o a più),
{\displaystyle H=\sum _{n=1}^{N}-{\frac {1}{2}}\partial _{r_{n}}^{2}+\sum _{n=1}^{N}v(r_{n})+\sum _{n\neq m=1}^{N}w(r_{n},r_{m}).}
Il problema a molti corpi è presente già al livello di un sistema a due particelle, quale ad esempio l'atomo di elio. Diventa via via più complesso negli atomi più pesanti, nelle molecole, fino a diventare un problema formidabile nei solidi, dove il numero di particelle implicate è dell'ordine del numero di Avogadro, {\displaystyle 10^{23}}.